# Eduard Paschen
Eduard Paschen, vollständig Eduard Heinrich Gustav Paschen (* 21. Januar 1815 in Hagenow; † 26. April 1910 in Ludwigslust) war ein deutscher Militärarzt, zuletzt Generalarzt.

## Leben
Eduard Paschen stammte aus einer mecklenburgischen Beamtenfamilie und war ein Sohn des Stadtsekretärs Carl Heinrich Ernst Paschen. Ab Oktober 1836 studierte er Humanmedizin an der Universität Rostock. 1841 wurde er hier mit einer Dissertation über Diabetes mellitus zum Dr. med. promoviert. 
Er praktizierte als Arzt zuerst in Hagenow und ab 1842 in Dömitz, wo er zugleich Zuchthaus- und interimistischer Garnisonsarzt für die Festung Dömitz war. Für die Dauer des Feldzugs 1848 im Rahmen der Schleswig-Holsteinischen Erhebung diente er als Unterarzt beim Leichten Infanterie-Bataillon. Anschließend wurde er als Unterarzt beim 2. Musketier-Bataillon in den regulären militärärztlichen Dienst übernommen und 1849 Oberarzt beim 1. Musketier-Bataillon in Wismar. 1850 erfolgte seine Beförderung zum Oberstabsarzt.
1863 wurde er zum 1. Großherzoglich Mecklenburgisches Dragoner-Regiment Nr. 17 nach Ludwigslust versetzt und hier 1867 Regimentsarzt, ab 1868 mit dem Rang Major.
Am Feldzug 1870/71 im Deutsch-Französischen Krieg nahm er zunächst als Chefarzt des 5. Feldlazaretts des IX. Armee-Korps teil. Dann wurde er Feldlazarett-Direktor im XIII. (Königlich Württembergisches) Armee-Korps und im General-Gouvernement Reims.
Am 23. Februar 1876 erhielt er den Titel Medizinalrat, und am 1. Dezember 1879 wurde ihm der Abschied unter Beförderung zum Generalarzt 2. Klasse bewilligt.
Als er im Alter von 95 Jahren starb, war er der älteste Sanitätsoffizier im Deutschen Reich.

## Auszeichnungen
- Militär-Gedächtnis-Medaille von 1849 (Baden)
- Erinnerungskreuz für 1866
- Eisernes Kreuz am weißen Bande (1870)
- Kriegsdenkmünze für die Feldzüge 1870–71 (Deutsches Reich)
- Militärverdienstkreuz (Mecklenburg) am roten Bande
- Roter Adlerorden, 4. Klasse (17. Januar 1875)[3]

## Werke
- De diabete mellito. Diss. Rostock 1841 (Digitalisat, Bayerische Staatsbibliothek)